# Береке (Атирауська міська адміністрація)
Береке́ (каз. Береке) — село у складі Атирауської міської адміністрації Атирауської області Казахстану. Входить до складу Алмалинського сільського округу.
У Радянські часи село називалося Пам'ять Ільїча.
Населення — 3123 особи (2021; 945 у 2009, 477 у 1999, 502 у 1989).